# Saffo (Grillparzer)
Saffo è una tragedia su sfondo antico in pentametri giambici dello scrittore e drammaturgo austriaco Franz Grillparzer.

## Trama
Storia di stampo insolitamente fantastico per Grillparzer. Narra della poetessa greca Saffo, fra successo e amore, immaginando un suo amore infelice non corrisposto. Alla gelosia e alla vendetta, la donna sceglierà la rinuncia.
Comprendendo che non le è concessa umana felicità in quanto divina creatura si suicida gettandosi in mare.

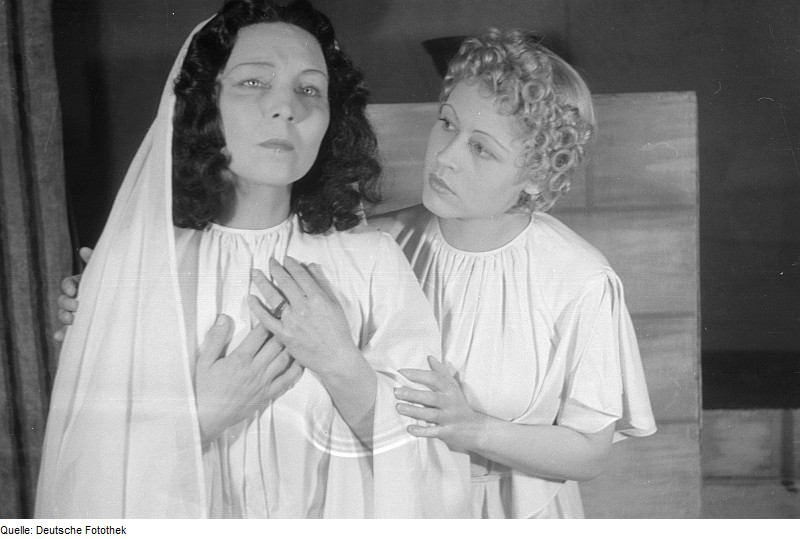
Hilde Körber (1946)